# Desmostachys vogelii
Desmostachys vogelii är en tvåhjärtbladig växtart som först beskrevs av John Miers, och fick sitt nu gällande namn av Otto Stapf. Desmostachys vogelii ingår i släktet Desmostachys och familjen Icacinaceae. Inga underarter finns listade i Catalogue of Life.